# Asociación Panameña de Crédito
La Asociación Panameña de Crédito  (APC) es la entidad que se encarga de administrar la información de crédito del sistema financiero en Panamá y de brindar el servicio de información relacionado con las referencias de crédito a los consumidores. 
La APC es el único buró de crédito de Panamá y se creó en 1957. Actualmente brinda diferentes servicios a más de 750 asociados en Panamá de la industria financiera y comercial y su base de datos contiene aproximadamente 5 millones de referencias de crédito.